# Didymopogon sumatranum
Didymopogon sumatranum är en måreväxtart som först beskrevs av Henry Nicholas Ridley, och fick sitt nu gällande namn av Cornelis Eliza Bertus Bremekamp. Didymopogon sumatranum ingår i släktet Didymopogon och familjen måreväxter. Inga underarter finns listade i Catalogue of Life.